# Premio Dengeki Novel
Il Premio Dengeki Novel (電撃小説大賞?, Dengeki Shōsetsu Taishō) è un premio letterario per light novel che viene assegnato ogni anno (a partire dal 1994) dall'azienda giapponese ASCII Media Works (in precedenza nota come la MediaWorks). Il concorso ha dato inizio alla carriera di molti autori di light novel di successo, come Kouhei Kadono e Yashichirō Takahashi. Il premio, inizialmente chiamato Premio Dengeki Game Novel, ha cambiato nome dal 2003 in poi. Tra i riconoscimenti principali vi sono il Grand Prize (3 milioni di yen), il Gold Prize (1 milione di yen) e il Silver Prize (500.000 yen). Oltre al denaro ricevuto, i vincitori vedono anche il proprio lavoro pubblicato sotto l'etichetta Dengeki Bunko ed illustrato da un artista della ASCII Media Works, sebbene poi molto spesso il titolo dell'opera venga cambiato al momento della pubblicazione. Dal 2013 il Premio Dengeki Novel riceve oltre 6000 richieste di partecipazione all'anno ed è considerato uno dei premi più prestigiosi per light novel.

## Membri della commissione
- Hitoshi Yasuda: scrittore, traduttore
- Mishio Fukazawa: scrittore
- Kyōichirō Takahata: scrittore
- Tatsuo Satō: il precedente presidente del consiglio della MediaWorks
- Kazutomo Suzuki: il caporedattore della Dengeki Bunko

## Premi
| Premio                       | Yen (1994–2012) | Yen (dal 2013 in poi) |
| ---------------------------- | --------------- | --------------------- |
| Grand Prize                  | 1.000.000       | 3.000.000             |
| Gold Prize                   | 500.000         | 1.000.000             |
| Silver Prize                 | 300.000         | 500.000               |
| Media Works Bunko Prize      | 500.000         | 1.000.000             |
| Dengeki Bunko Magazine Prize | 200.000         | 300.000               |
| Honorable Mention            | 50.000          | 50.000                |

## Numero di partecipanti
| Anno | Partecipanti |
| ---- | ------------ |
| 1994 | 656          |
| 1995 | 566          |
| 1996 | 953          |
| 1997 | 869          |
| 1998 | 996          |
| 1999 | 1.326        |
| 2000 | 1.469        |
| 2001 | 1.647        |
| 2002 | 2.080        |
| 2003 | 2.015        |
| 2004 | 2.603        |
| 2005 | 3.022        |
| 2006 | 2.931        |
| 2007 | 2.943        |
| 2008 | 3.541        |
| 2009 | 4.602        |
| 2010 | 4.842        |
| 2011 | 5.293        |
| 2012 | 6.078        |
| 2013 | 6.554        |
| 2014 | 6.231        |

## Vincitori
| #  | Anno | Grand Prize                                            | Gold Prize                                            | Silver Prize                                                  |                                                           |
| -- | ---- | ------------------------------------------------------ | ----------------------------------------------------- | ------------------------------------------------------------- | --------------------------------------------------------- |
| 01 | 1994 | Gorei Tōshi Ōki Den Gorei Tōshi Genrin! Hiroyuki Domon | Criss Cross: Konton no Maoh Kyoichiro Takahata        | Bōken Phoniness Amurafi - Kaijin Doramu no Hiho Yuji Nakasato |                                                           |
| 01 | 1994 | Gorei Tōshi Ōki Den Gorei Tōshi Genrin! Hiroyuki Domon | Criss Cross: Konton no Maoh Kyoichiro Takahata        | Kumo Yuki Ayashi, Ame ni Naran ya Ryosuke Tsubota             |                                                           |
| 02 | 1995 | Blackrod Hideyuki Furuhashi                            | Non assegnato                                         | Yamai wa Chikara: Special Man Naohiro Narishige               |                                                           |
| 02 | 1995 | Blackrod Hideyuki Furuhashi                            | Non assegnato                                         | Koseki Gakari no Yūutsu Ari Kayamoto                          |                                                           |
| 03 | 1996 | Non assegnato                                          | Panzer Polis 1935 Minoru Kawakami                     | Horogram Seed Ayato Miyabi                                    |                                                           |
| 03 | 1996 | Non assegnato                                          | Naniwa Sōsinki Jiro Kurifu                            | Dark Eyes Saya Amo                                            |                                                           |
| 04 | 1997 | Boogiepop Kouhei Kadono                                | Nekome Gari Tsumugu Hashimoto                         | Boku no Chi o Suwanaide Taro Achi                             |                                                           |
| 05 | 1998 | Grand Prize                                            | Gold Prize                                            | Silver Prize                                                  | Honorable Mention                                         |
| 05 | 1998 | Non assegnato                                          | Gakuen Bugeicho 'Tsuki ni Waraku' Nobutaka Shirai     | Called Gehenna Gakuto Mikumo                                  | Tsuki to Anata ni Hanataba o Kazuya Shimura               |
| 05 | 1998 | Non assegnato                                          | Gakuen Bugeicho 'Tsuki ni Waraku' Nobutaka Shirai     | Called Gehenna Gakuto Mikumo                                  | Gimmick Heart Jun Nanami                                  |
| 06 | 1999 | Ringtail Kachi Ikusa no Kimi Muku Maruyama             | Double Breed Erika Nakamura                           | Wakagusa Yakyubu Kyosokyoku Submarine Girl Ginga Isshiki      | Non assegnato                                             |
| 07 | 2000 | Non assegnato                                          | Tengoku ni Namida wa Iranai Kei Sato                  | Wizard's Brain Reiichi Saegusa                                | Ōdo Rakuga Akihiko Odo                                    |
| 07 | 2000 | Non assegnato                                          | Onmyo no Miyako Soichiro Watase                       | Wizard's Brain Reiichi Saegusa                                | Tenken Ohki Miwa Choshiro                                 |
| 08 | 2001 | Daito Fūnki: Rakuyo no Shōjo Tosei Tamura              | Non assegnato                                         | Akuma no Mikata Hisamitsu Ueo                                 | A/B Extreme CASE-314 Emperor Yashichirō Takahashi         |
| 08 | 2001 | Daito Fūnki: Rakuyo no Shōjo Tosei Tamura              | Non assegnato                                         | Infinity Zero: Fuyu~white snow Mamizu Arisawa                 | Kyuketsuki no Oshigoto: The Style of Vampires Suzu Suzuki |
| 09 | 2002 | Kiri: Shishatachi wa Koya ni Nemuru Yukako Kabei       | Nanahime Monogatari Wataru Takano                     | Non assegnato                                                 | Sharp Edge - stand on the edge Shinichi Sakairi           |
| 09 | 2002 | Kiri: Shishatachi wa Koya ni Nemuru Yukako Kabei       | Baccano!: The Rolling Bootlegs Ryōgo Narita           | Non assegnato                                                 | Sylph Night Junichi Kamino                                |
| 10 | 2003 | Shio no Machi: Wish on My Precious Hiro Arikawa        | Wagaya no Oinari-sama. Jin Shibamura                  | Sempai to Boku Masashi Okita                                  | Kekkaishi no Fugue Hazuki Minase                          |
| 10 | 2003 | Shio no Machi: Wish on My Precious Hiro Arikawa        | Wagaya no Oinari-sama. Jin Shibamura                  | Sempai to Boku Masashi Okita                                  | Shupuru no Ohanashi: Grandpa's Treasure Box Aki Amamiya   |
| 11 | 2004 | Ruka: Rakuen no Torawarebitotachi Hirotaka Nanae       | Hikari no Machi: nerim's note Masashi Hasegawa        | Kiseki no Hyogen Mitsutaka Yuki                               | Serious Rage Toshiyuki Shirakawa                          |
| 12 | 2005 | Orusu Banshee Masatake Ogawa                           | Kanashimi Chimera Rei Rairaku                         | Spice and Wolf Isuna Hasekura                                 | Tenshi no Recipe Makura Otogi                             |
| 12 | 2005 | Orusu Banshee Masatake Ogawa                           | Kanashimi Chimera Rei Rairaku                         | Hime no Miko Hikaru Sugii                                     | Tenshi no Recipe Makura Otogi                             |
| 13 | 2006 | Mimizuku to Yoru no Ō Izuki Kogyoku                    | Sekai Heiwa wa Ikka Danran no Ato ni Kazuya Hashimoto | Natsuki Fullswing: Ketsubatto Onna Warau Natsuki, Hideto Kido | Non assegnato                                             |
| 13 | 2006 | Mimizuku to Yoru no Ō Izuki Kogyoku                    | Tobira no Soto Shinjirō Dobashi                       | Natsuki Fullswing: Ketsubatto Onna Warau Natsuki, Hideto Kido | Non assegnato                                             |
| 14 | 2007 | Hōkago Hyakumonogatari Hirokazu Minemori               | Kimi no Tame no Monogatari Marehito Mikagami          | Ikai Nostalgia Kazuaki Sena                                   | Hazakura ga Kita Natsu Kōji Natsumi                       |
| 14 | 2007 | Hōkago Hyakumonogatari Hirokazu Minemori               | Kimi no Tame no Monogatari Marehito Mikagami          | Oshikake Ragnarok Hyōsuke Takatō                              | Hazakura ga Kita Natsu Kōji Natsumi                       |

| #  | Anno | Grand Prize               | Gold Prize                    | Silver Prize                       | Dengeki Bunko Magazine Prize           | Honorable Mention                 |
| -- | ---- | ------------------------- | ----------------------------- | ---------------------------------- | -------------------------------------- | --------------------------------- |
| 15 | 2008 | Accel World Reki Kawahara | Parallel Lovers Tōka Shigatsu | Tokyo Vampire Finance Junjō Shindō | Gankyū Kitan Tomo Takaha               | Kataribe Jinei Kōzaburō Yamaguchi |
| 15 | 2008 | Accel World Reki Kawahara | Parallel Lovers Tōka Shigatsu | Ro-Kyu-Bu! Sagu Aoyama             | Sukima Onna (Habahiro) Hideto Maruyama | Kataribe Jinei Kōzaburō Yamaguchi |

| #  | Anno | Grand Prize                                     | Gold Prize                                         | Silver Prize                                                                                     | Media Works Bunko Prize                                     | Dengeki Bunko Magazine Prize               | Honorable Mention                                                    |
| -- | ---- | ----------------------------------------------- | -------------------------------------------------- | ------------------------------------------------------------------------------------------------ | ----------------------------------------------------------- | ------------------------------------------ | -------------------------------------------------------------------- |
| 16 | 2009 | Bakumatsu Mahōshi: Mage Revolution Sōji Tanabu  | Vandal Garōgai no Kiseki Mamoru Minagawa           | Goshujin-san & Maid-sama: Tō-san Kaa-san, Uchi no Maid wa Zu ga Takai to Okorimasu Mudai Enokizu | (Ei) Amrita Mado Nozaki                                     | Seiren Sangokushi Shūniko Nana             | Natsu Koi Shigure Jun Ayasaki                                        |
| 16 | 2009 | Bakumatsu Mahōshi: Mage Revolution Sōji Tanabu  | Vandal Garōgai no Kiseki Mamoru Minagawa           | Goshujin-san & Maid-sama: Tō-san Kaa-san, Uchi no Maid wa Zu ga Takai to Okorimasu Mudai Enokizu | Taiyō no Akubi Kaoru Arima                                  | Seiren Sangokushi Shūniko Nana             | Sora no Kanata Manabi Hishida                                        |
| 17 | 2010 | Shirokuro Nekuro Ryōto Takama                   | Seishun Lariat!! Takamaru Semikawa                 | Hataraku maō-sama! Satoshi Wakabara                                                              | Gyogan Lens Natsu Asaba                                     | See-through!? Ifusei Amou                  | Non assegnato                                                        |
| 17 | 2010 | Shirokuro Nekuro Ryōto Takama                   | Idolising! Sakaki Hirozawa                         | Anti-literal Sūgaku Yagi Uzuki                                                                   | Ocharake! Kuchibaya                                         | See-through!? Ifusei Amou                  | Non assegnato                                                        |
| 17 | 2010 | Shirokuro Nekuro Ryōto Takama                   | Idolising! Sakaki Hirozawa                         | Anti-literal Sūgaku Yagi Uzuki                                                                   | Ten'i no Nyōbō Mutsue Nakamachi                             | See-through!? Ifusei Amou                  | Non assegnato                                                        |
| 18 | 2011 | Escape Speed Nozomu Kuoka                       | Anata no Machi no Toshi Denki! Shibai Kineko       | Wizard & Warrior With Money Ghost Mikawa                                                         | Shinryaku Kyōshi Seijin UMA Edward Smith                    | Ashita kara Orera ga Yatte Kita Rin Takaki | Minutes: Ichi Bunkan de Sekai o Horobosu Hōhō ni Tsuite Yomoji Kiono |
| 18 | 2011 | Escape Speed Nozomu Kuoka                       | Anata no Machi no Toshi Denki! Shibai Kineko       | Yūsha ni wa Katenai Shirō Kuta                                                                   | Yamabiko no Iru Mado Nariko Narita                          | Ashita kara Orera ga Yatte Kita Rin Takaki | Minutes: Ichi Bunkan de Sekai o Horobosu Hōhō ni Tsuite Yomoji Kiono |
| 19 | 2012 | Kijikakushi no Niwa Mina Sakurai                | Ashita, Boku wa Shinu. Kimi wa Ikikaeru. Maru Fuji | Tokyo Soul Withers Nekotarō Aizen                                                                | Tamayura Toori Rinshitsu Yokochō Kana Hyōgu Ten Naoki Gyōda | Shitsuren Tantei Hyakuse Saginomiya Misaki | Summer Lancer Natsuki Amasawa                                        |
| 19 | 2012 | Hello, Mr. Magnum Matsuri Akaneya               | Eco to Tōru to Bukatsu no Jikan Kokkuri Yanagida   | Tokyo Soul Withers Nekotarō Aizen                                                                | Tamayura Toori Rinshitsu Yokochō Kana Hyōgu Ten Naoki Gyōda | Shitsuren Tantei Hyakuse Saginomiya Misaki | Summer Lancer Natsuki Amasawa                                        |
| 20 | 2013 | Zero kara hajimeru mahō no sho Koketa Kobashiri | In ga Orinasu Shōkan Mahō Kimidori                 | Ōte Keika Tori! Yūichi Aoba                                                                      | World of Words: Kami wa Sekai o Kijutsu Suru Minato Jūsan   | Kyūshoku Sōdatsusen Azumi                  | Mizuki Shigeko-san to Musubaremashita Masaru Masaka                  |
| 20 | 2013 | Hakata tonkotsu ramens Chiaki Kisaki            | San-nen B-gumi Nakazaki-kun (kari) Hiroshi Ogawa   | Hōkago Waisetsu Kurabu Keishun Akizaka                                                           | World of Words: Kami wa Sekai o Kijutsu Suru Minato Jūsan   | Kyūshoku Sōdatsusen Azumi                  | Mizuki Shigeko-san to Musubaremashita Masaru Masaka                  |